# Scolesa pallida
Scolesa pallida är en fjärilsart som beskrevs av Eugène Louis Bouvier 1927. Scolesa pallida ingår i släktet Scolesa och familjen påfågelsspinnare. Inga underarter finns listade.